# Trogoderma versicolor
Trogoderma versicolor är en skalbaggsart som först beskrevs av Christian Creutzer 1799.  Trogoderma versicolor ingår i släktet Trogoderma och familjen ängrar. Arten är tillfälligt reproducerande i Sverige. Inga underarter finns listade i Catalogue of Life.

## Bildgalleri

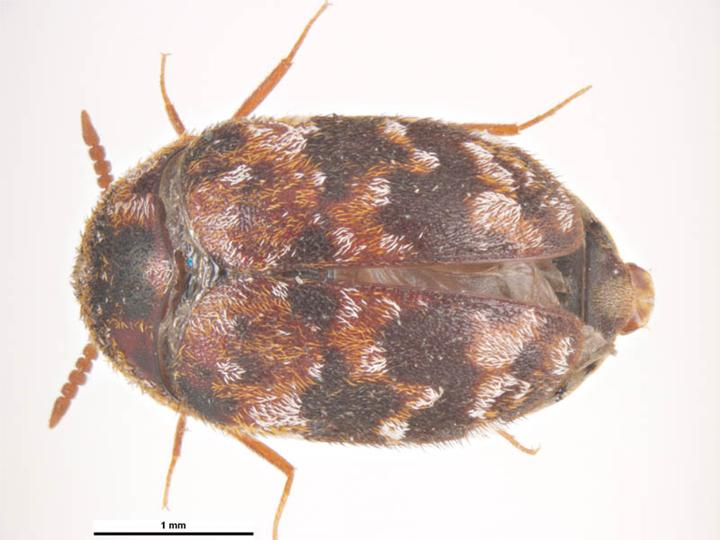